# Purpurowy Kodeks Petropolitański
Codex Petropolitanus purpureus, oznaczany przez sigla N albo 022 (Gregory-Aland), ε 19 (von Soden) – grecki rękopis Nowego Testamentu, pisany wielką, bardzo regularną majuskułą na pergaminie, paleograficznie datowany na VI wiek. Należy do purpurowych kodeksów uncjalnych Nowego Testamentu (wraz z kodeksami Sinopensis, Rossanensis, Beratinus), pisany jest srebrem i złotem. Stosuje marginalia.
Badacze tekstu Nowego Testamentu przyjmują, że tekst rękopisu jest zgodny z bizantyjską tradycją tekstualną, ale zawiera też warianty obce dla tej tradycji oraz takie, które nie są potwierdzone przez żadną tradycję tekstualną. Kodeks ten cieszy się umiarkowanym zainteresowaniem ze strony krytyków tekstu, a w wydaniach krytycznych cytowany jest w przypisach.
Poszczególne partie kodeksu odkrywane były stopniowo i następnie z sobą identyfikowane. Nie obeszło się przy tym bez prób łączenia z innymi rękopisami (z Wiedeńską Genesis). Rękopis w dalszym ciągu posiada liczne braki, różne jego partie przechowywane są w ośmiu bibliotekach świata oraz w prywatnej kolekcji. 4/5 kodeksu znajduje się dziś w Petersburgu, stąd nazwa. Istniejące opracowania kodeksu dotyczą poszczególnych jego partii. W 2002 roku ukazało się jego wydanie facsimile.

## Luki
Zachowały się następujące partie rękopisu:
Ewangelii według Mateusza
1,1–24; 2,7–20; 3,4–6,24; 7,15–8,1; 8,24–31; 10,28–11,3; 12,40–13,4; 13,33–41; 14,6–22; 15,14–31; 16,7–18,5; 18,26–19,6; 19,13–20,6; 21,19–26,57; 26,65–27,26; 26,34–28,20;
Ewangelii według Marka
1,1–5,20; 7,4–20; 8,32–9,1; 10,43–11,7; 12,19–24,25; 15,23–33; 15,42–16,20;
Ewangelii według Łukasza
1,1–2,23; 4,3–19; 4,26–35; 4,42–5,12; 5,33–9,7; 9,21–28; 9,36–58; 10,4–12; 10,35–11,14; 11,23–12,12; 12,21–29; 18,32–19,17; 20,30–21,22; 22,49–57; 23,41–24,13; 24,21–39; 24,49–53;
Ewangelii według Jana
1,1–21; 1,39–2,6; 3,30–4,5; 5,3–10; 5,19–26; 6,49–57; 9,33–14,2; 14,11–15,14; 15,22–16,15; 20,23–25; 20,28–30; 21,20–25.

## Opis rękopisu

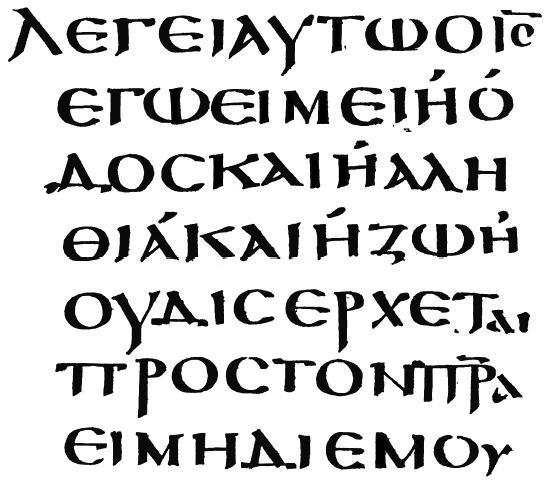
Jan 14,6 (facsimile)

Kodeks zawiera tekst czterech Ewangelii, jednak z licznymi brakami. Stanowi go 231 pergaminowych kart (32 na 27 cm) nasączonych purpurą. Oryginalny kodeks miał 446 kart, ułożonych w 49 ponumerowanych foliałach (według Metzgera posiadał 462 karty). Pergamin jest tak doskonały, że trudno zauważyć, po której stronie skóry znajdowały się pierwotnie włosy, a po której ciało zwierzęcia. Obecnie pergamin niektórych kart rękopisu ma kolor ciemnej purpury, czasem niemal czarnej (partia wiedeńska). Strony są ponumerowane cyframi rzymskimi, ale na niektórych kartach są także cyfry arabskie.
Tekst pisany jest srebrnym atramentem, w dwóch kolumnach, 16 linijek w kolumnie, 10–12 liter w linijce. Litery są wielkie i regularne. Podobnie jak w kodeksach Guelferbytanus, Zacynthius, Rossanensis i Beratinus litery Ε, Θ, Ο, oraz Σ mają kształty owalne, natomiast litery Η, Μ, Ν, oraz Π zachowują kwadratowy kształt. Stosuje punktację, przydechy i akcenty.
Nomina sacra pisane są złotym atramentem, a litery w nomina sacra są mniejsze od liter normalnego tekstu. Srebrne litery w niektórych miejscach przybrały barwę czarną. Złotym atramentem pisane są: ΙΣ (dla Ἰησοῦς), ΧΣ (Χριστός), ΚΣ (Κύριος), ΘΣ (Θεός), ΠΗΡ (Πατήρ), ΠΝΑ (Πνεῦμα), ΥΣ (Υἱός). Pozostałe nomina sacra pisane są srebrem.
Przed każdą z ewangelii znajdowała się pierwotnie lista κεφαλαια (spis treści). Tekst ewangelii dzielony jest według κεφαλαια (rozdziały), na marginesach podane są numery κεφαλαια. W górnym marginesie podane zostały τίτλοι (tytuły) owych κεφαλαια. Ponadto tekst jest również dzielony według mniejszych jednostek – Sekcji Ammoniusza, z odniesieniami do kanonów Euzebiusza (pisanymi na marginesie pod numerami Sekcji Amoniusza). Zawiera błędy itacyzmu, takie jak zamiana ι na ει oraz αι zamiast ε. Korekty zostały dokonane ręką innego skryby.
Rękopis wliczany jest do grupy „purpurowych kodeksów uncjalnych”, na którą składają się jeszcze trzy inne kodeksy: (Φ, O, Σ). Rękopisy te łączy również pewne pokrewieństwo tekstualne .

## Tekst
Opuszczone zostały następujące teksty: Łk 22, 43–44 (krwawy pot Jezusa) oraz Pericope adulterae (J 7,53 – 8,11). Brak tych tekstów jest charakterystyczny dla rękopisów rodziny aleksandryjskiej, tymczasem kodeks reprezentuje tekst bizantyjski. Według Kurta i Barbary Alandów zgodny jest z tekstem bizantyjskim przeciwko „oryginalnemu” – tj. tekst w rekonstrukcji Alanda – 89 razy, 48 razy zgodny jest z tekstem bizantyjskim i oryginalnym jednocześnie, 8 razy wspiera tekst oryginalny przeciwko bizantyjskiemu, ponadto przekazuje 15 szczególnych sobie właściwych wariantów (Sonderlesarten). Z tekstologicznego profilu Alanda wynika (891, 481/2, 8², 15s), że tekst kodeksu w 80% jest zgodny z tradycją bizantyjską . Alandowie zaklasyfikowali go do Kategorii V.
Według Scrivenera londyński fragment jest 5 albo 6 razy zgodny z Kodeksem Aleksandryjskim, pięciokrotnie z Kodeksem Watykańskim, 6 razy z dwoma kodeksami, trzykrotnie niezgodny z dwoma.
Harry Stovell Cronin porównał tekst kodeksu – partię petersburską – z tekstem pokrewnego kodeksu Rossanensis (zawiera tylko dwie pierwsze Ewangelie, oznaczany jest przez Σ). Obliczył, że pomiędzy kodeksem N a kodeksem Σ zachodzi 151 różnic tekstualnych, z czego 56 przypada na Ewangelię Mateusza, a 95 na Marka. N zgodny jest z Textus receptus przeciwko Σ – 44 razy (15 + 29), z czego w 20 przypadkach Σ nie jest wspierany przez żaden rękopis, a w 16 przypadkach przez nieliczne rękopisy. Σ zgodny jest z Textus receptus przeciwko N 45 razy (15 + 30), z czego w 18 przypadkach N jest osamotniony, a w 14 wspierany jest przez nieliczne rękopisy. Cronin wyliczył 63 warianty tekstowe (20 w Mt, 43 w Mk), w których oba rękopisy są zgodne przeciwko wszystkim pozostałym rękopisom.
Tekst kodeksu nosi niewiele korekt. Cronin wyliczył 63 korekty, spośród których 27 jest niewielkiej wagi, a 7 dalszych dotyczy itacyzmu. W jednym przypadku (Mt 26,61) zarówno oryginalny tekst kodeksu był zgodny z kodeksem Σ, jak również i korekty obu kodeksów są z sobą zgodne. W czterech przypadkach korekty tekstu (po 4 na każdy rękopis), doprowadziły do uzgodnienia tekstu z kodeksem Σ, również cztery korekty kodeksu Σ doprowadziły do uzgodnienia obu rękopisów.
Cronin uważał, że wraz z kodeksami O, Σ, Φ pochodzi od wspólnego przodka i posiadają domieszkę zachodniego tekstu. Według Streetera zawiera pewne lekcje tekstu cezarejskiego i jest trzeciorzędnym świadkiem tego tekstu.
Według „Claremont Profile Method”, tj. metody wielokrotnych wariantów, przekazuje tekst mieszany. Jednak tą metodą zbadany został tylko 20 rozdział Ewangelii Łukasza.
W Ewangelii Jana 1,27 zawiera unikatowy dodatek εκεινος υμας Βαπτιζει εν πνευματι αγιω και πυρι (On was ochrzci w duchu i ogniu); wariant ten potwierdza kilka późnych minuskułowych rękopisów.
W Ewangelii Jana 1,29 brakuje frazy ο Ιωαννης (Jan); wariant wspierany jest przez rękopisy: Kodeks Synajski, Alexandrinus, Vaticanus, Cyprius, Campianus, Vaticanus 354, Nanianus, Macedoniensis, Sangallensis, Koridethi, Petropolitanus, Athous Lavrensis, 045, 047, 0141, 8, 9, 565, 1192. Większość rękopisów ma Jan ujrzał Jezusa.

## Historia

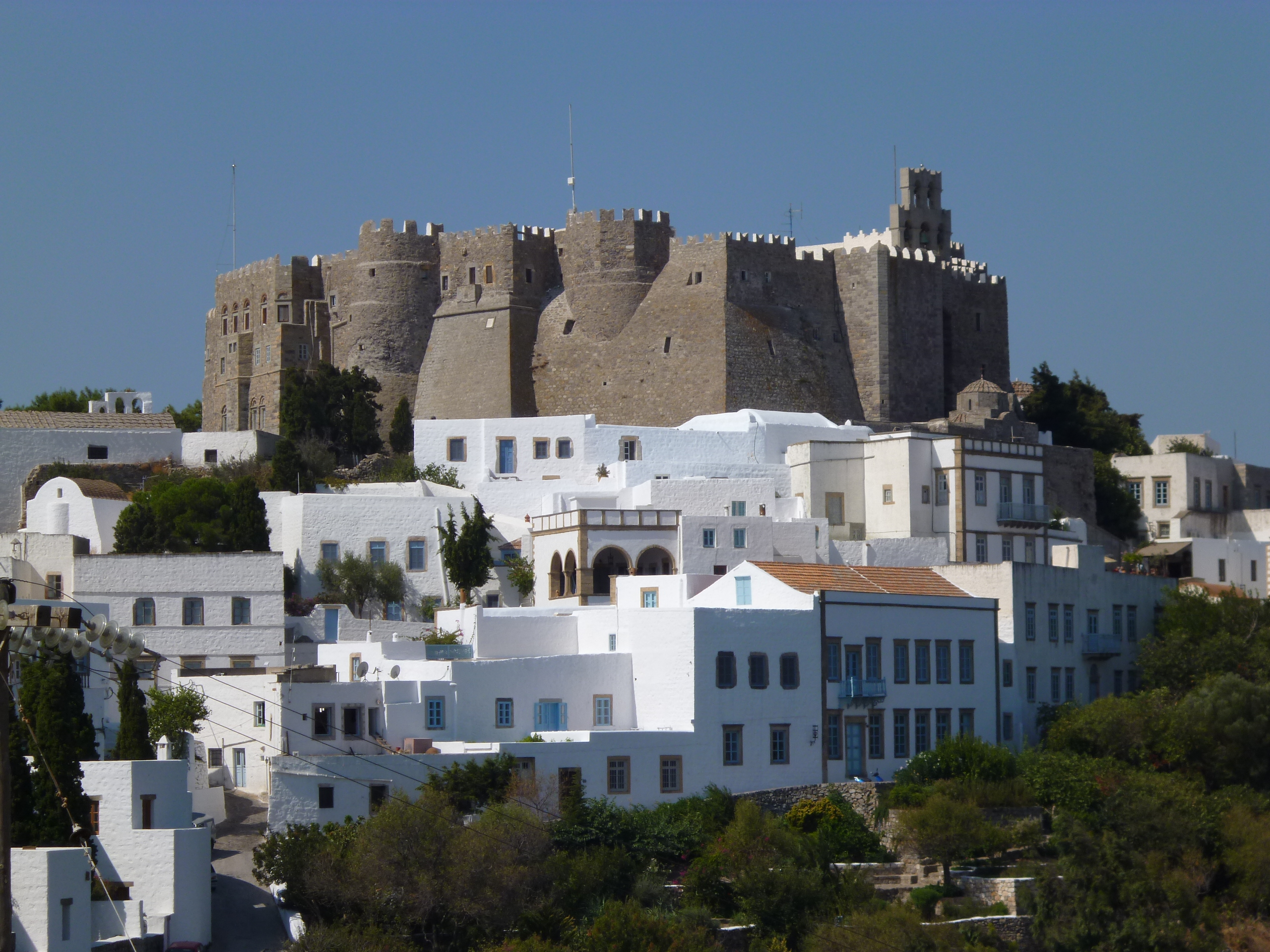
33 karty kodeksu przechowywane są na wyspie Patmos

J.M.A. Scholz datował kodeks na wiek VII/VIII, A. Horne na koniec IV lub początek V wieku, a Tischendorf – na IV lub na V wiek. W XIX wieku uchodził za jeden z najstarszych rękopisów NT. Gregory datował kodeks na VI wiek. Obecnie kodeks datowany jest na VI wiek. Dawniej sądzono, że powstał w Konstantynopolu w cesarskim skryptorium. Stanley E. Porter oraz Wendy J. Porter sądzą, że kodeks powstał w Antiochii. Nie wiadomo, kto jest odpowiedzialny za rozczłonkowanie rękopisu, ani kiedy się to stało. Cronin przypuszczał, że miało to miejsce w XII wieku i odpowiedzialność za to ponoszą krzyżowcy. W XIV wieku część rękopisu trafiła do Włoch.

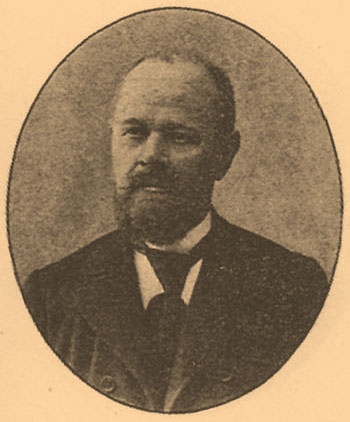
Uspienski zakupił 182 kart kodeksu dla Rosyjskiej Biblioteki Narodowej

Pierwsza partia kodeksu, która stała się znana dla świata naukowego, pochodzi z kolekcji Roberta Cottona (1570–1631), a przechowywana jest dziś w Bibliotece Brytyjskiej. Rzymska partia – 6 kart – przechowywana jest w Bibliotece Watykańskiej od 1594 roku. Według tradycji był to dar królowej Cypru, potomkini Gwidona z Lusignan, dla papieża Innocentego VIII. W 1883 roku prof. Demetriades znalazł w Sarnmasachly (albo Sarumsahly), w Kapadocji partię 182 kart tego kodeksu. W 1886 roku W. H. Simcox oraz H. D. Grissell podjęli z właścicielami kodeksu negocjacje w sprawie jego nabycia. W tym samym roku kodeks chcieli zakupić amerykańscy oraz brytyjscy misjonarze. Dopiero w 1896 roku Fiodor Uspienski zakupił całą tę partię dla Rosyjskiej Biblioteki Narodowej i dlatego największa jego część, bo 182 kart, znajduje się dziś w Petersburgu. Inna partia kodeksu – 37 kart – widziana była w Efezie w XVIII wieku. W końcu XIX wieku odkryto ją na wyspie Patmos, czterech jednak kart brakowało. Karty te są dziś przechowywane (po 1 karcie) w Nowym Jorku, Atenach, Tesalonikach i w prywatnej kolekcji A. Spinoli w Lermie (Włochy).
Wettstein badał zarówno fragmenty londyńskie, jak i wiedeńskie, lecz traktował je jako pochodzące z odrębnych rękopisów. W 1715 roku badał fragmenty londyńskie i nadał mu symbol I, fragmenty wiedeńskie oznakował symbolem N. Symbol ten jest stosowany po dziś dzień na oznaczenie całego rękopisu. Wettstein we fragmentach londyńskich zauważył 5 unikatowych wariantów tekstowych. Scrivener, który badał londyńskie fragmenty w 1845 roku, doliczył się w nich aż 57 wariantów. Fragment wiedeński badali Treschow, Birch i Alter. Porównywali oni warianty fragmentu z Kodeksem Bezy, Efrema, Regius, Bazylejskim, Regius 2244 oraz minuskułem 33. Griesbach fragment wiedeński oznakował numerem 124.
Giuseppe Bianchini w 1749 roku badał fragmenty przechowywane w Watykanie, tj. 6 kart. Badał je ponownie Scholz, a w 1905 roku Giuseppe Cozza-Luzi. Louis Duchesne zbadał i opisał partię kart przechowywanych na Patmos. Tekst pojedynczych kart z Aten i Nowego Jorku wydał Rypins w 1956 roku.
Partia wiedeńska przechowywana jest w Wiedniu od co najmniej 1664 roku i przybyła tu wraz z Wiedeńską Genesis – purpurowym rękopisem Septuaginty zawierającym Księgę Rodzaju. Peter Lambeck przypuszczał, że stanowiły one ten sam rękopis. Johann Leonhard Hug po zapoznaniu się z wynikami pracy Lambecka – nie badał osobiście rękopisu – uznał, że tekst kodeksu był alterowany w oparciu o łacińskie rękopisy. Hug był zdania, że rękopis powstał dopiero w X wieku. Sugestia Lambecka, że mógł stanowić jedną całość z Wiedeńską Genesis nie została potwierdzona przez następnych badaczy. Rękopisy te są klasyfikowane osobno, chociaż w Austriackiej Bibliotece Narodowej po dziś zarejestrowane są pod tym samym numerem katalogowym – Codex Vindobonensis 31.
Hemann Treschow oraz Franz Karl Alter badali fragmenty wiedeńskie i skolacjonowali je w bardzo niedokładny sposób. F. H. A. Scrivener skolacjonował partię kodeksu przechowywaną w Londynie i wydał ją w 1852 roku. Scrivener uznał, że tekst rękopisu jest pod wpływem tekstu aleksandryjskiego. Jako przykłady czystych aleksandryjskich form podał παραλημψαμε (J 4,3), δυναμεθα (14,5), ειχοσαν (15,22).
Konstantin von Tischendorf wydał fragmenty przechowywane w Londynie, Watykanie i Wiedniu, i jako pierwszy zasugerował, że wszystkie one pochodzą z tego samego rękopisu. Partię kodeksu przechowywaną w Petersburgu badali Cronin, Eugenia Granstrem, a następnie Kurt Treu. Caspar René Gregory badał wiedeńskie fragmenty w 1876 roku, londyńskie w 1883 roku, a watykańskie w 1885 roku. W 1908 roku oznakował kodeks symbolem 022. W 2002 roku wydane zostały metodą facsimile wszystkie partie kodeksu łącznie. Wielkość kart, kolor kart oraz liter naśladują naturalny wygląd kodeksu. W 2008 roku Stanley E. Porter oraz Wendy J. Porter wydali ponownie tekst partii wiedeńskiej (transkrypcja), wraz z fotograficznym facsimile.
Kodeks jest cytowany w krytycznych wydaniach Nowego Testamentu (NA26, NA27, UBS3, UBS4), ale tylko w przypisach. Nie służy jako podstawa dla tekstu głównego.
Rękopis przechowywany jest obecnie w następujących miejscach:
- 182 karty w Rosyjskiej Bibliotece Narodowej (Gr. 537)
- 33 karty w bibliotece Klasztoru św. Jana Teologa (7) na wyspie Patmos, zawiera Mk 6,53–7,4; 7,20–8,32; 9,1–10,43; 11,7–12,19; 14,25–15,23
- 6 kart w Bibliotece Watykańskiej (Vat. Gr. 2305), zawiera Mt 19,6–13; 20,6–22; 20,29–21,19
- 4 karty w British Library, Cotton Titus C. XV; Mt 26,57–65; 27,26–34; J 14,2–10; 15,15–22 – Codex Cottonianus
- 2 karty w Austriackiej Bibliotece Narodowej (Theol. gr. 31) – Codex Vindobonensis 31
- 1 karta w Morgan Library (874) w Nowym Jorku
- 1 karta w Bizantyńskim Muzeum (frg. 21) w Atenach
- 1 karta w Muzeum Bizantyńskiej Kultury (Byz. Ms. 1) w Tessalonice
- 1 karta w prywatnej kolekcji Marquis А. Spinola w Lermie (1)[20]

## Literatura
Wydania tekstu
- Harry Stovell Cronin, Codex Purpureus Petropolitanus. The text of Codex N of the Gospels edited with an introduction and an appendix, „T & S”, (reprint z 2006), 5 (4), Cambridge 1899, ISBN 978-1-59244-830-2. typ? Brak numerów stron w czasopiśmie
- New Testament Greek Papyri and Parchments. ed. Stanley E. Porter & Wendy J. Porter. Berlin – New York: Walter de Gruyter, 2008, s. 149–157, XXXII–XXXIII. ISBN 978-3-11-020308-0.
- The purple codex of the Gospels of Patmos and Petroupolis. Athens: Milētos, 2002. Brak numerów stron w książce

Opracowania
- K. Aland, B. Aland: The Text of the New Testament: An Introduction to the Critical Editions and to the Theory and Practice of Modern Textual Criticism. przeł. Erroll F. Rhodes. Grand Rapids, Michigan: William B. Eerdmans Publishing Company, 1995. ISBN 978-0-8028-4098-1. (ang.).
- Louis Duchesne: Archives des missions scientifiques et littéraires. T. 3. Parigi: 1876, s. 386–419. [dostęp 2011-07-24]. (fr.).
- Frederick Henry Ambrose Scrivener: A Full and Exact Collation of About 20 Greek Manuscripts of the Holy Gospels. Cambridge and London: 1852, s. XL. [dostęp 2011-07-24]. (ang.). [jako j]
- Samuel Prideaux Tregelles: An Introduction to the Critical study and Knowledge of the Holy Scriptures. London: Longmans & Brothers, 1856, s. 177–178. (ang.).
- Caspar René Gregory: Textkritik des Neuen Testaments. T. 1. Leipzig: J. C. Hinrichs, 1900, s. 56–59. [dostęp 2010-08-14]. (niem.).
- Kurt Treu: Die griechischen Handschriften des Neuen Testaments in der UdSSR. Berlin: Akademie-Verlag, 1966, s. 169–173. (niem.).